# Little Roma
Little Roma è una miniserie televisiva italiana del 1987. Composta originariamente da cinque puntate, la miniserie è diretta da Francesco Massaro.

## Trama
La trama è incentrata sulla storia di Ulisse (Ferruccio Amendola), un barbiere trasferitosi dal suo paese di montagna in una borgata romana.
Alla sua si intrecciano altre storie che raccolgono personaggi di strada, presentati nella loro realtà tracciandone un profilo umano: da un architetto anticonformista che finirà col sposare Luisa (l'aiutante di Ulisse), a una coppia di sposi litigiosi ma innamorati, fino a una professoressa con un figlio disabile che intraprenderà una dolce amicizia con Ulisse.